# Guillaume-Narcisse Ducharme
Guillaume-Narcisse Ducharme (né le 3 janvier 1851 à Châteauguay (Québec) - décédé le 30 avril 1929 à Montréal) est un banquier, homme politique et homme d'affaires canadien. 

## Biographie
Guillaume-Narcisse Ducharme fut un homme d'affaires montréalais influent. 
Il participe activement à la réorganisation de la Banque Jacques-Cartier (fermée en 1899) et devenait président de la nouvelle Banque provinciale du Canada de 1900 à 1907. En 1901, il était le cofondateur, avec Philorum Bonhomme, de La Sauvegarde, première compagnie d'assurances canadienne-française. Il occupera le poste de président de La Sauvegarde jusqu'à son décès en 1929. Avec le même Philorum Bonhomme, il fondait, en 1903, une autre compagnie d'assurances, La Prévoyance. 
Il sera également maire de Sainte-Cunégonde (maintenant intégré à Montréal).
Sa sépulture est située dans le cimetière Notre-Dame-des-Neiges, à Montréal.